# Ichthydium (Ichthydium) bifurcatum
Ichthydium (Ichthydium) bifurcatum is een buikharige uit de familie Chaetonotidae. Het dier komt uit het geslacht Ichthydium. Ichthydium (Ichthydium) bifurcatum werd in 1926 voor het eerst wetenschappelijk beschreven door Preobrajenskaja. 